# Bodenloses Loch
Koordinaten: 49° 17′ 14,5″ N, 10° 11′ 45,5″ O
Das Bodenlose Loch ist eine Karstquelle bei Diebach im mittelfränkischen Landkreis Ansbach in Bayern.

## Beschreibung
Das Bodenlose Loch liegt auf der Frankenhöhe, südwestlich von Unteroestheim. Es handelt sich um einen etwa 15 m breiten, bläulich schimmernden Quelltopf von ca. 6 m Tiefe. Die als Naturdenkmal ausgewiesene Gipskarstquelle schüttet durchschnittlich zwischen 60 und 80 Liter pro Sekunde aus. Das abfließende Quellwasser fließt über den Östheimer Bach der Tauber zu. 

## Geotop
Das Bodenlose Loch ist vom Bayerischen Landesamt für Umwelt (LfU) als geowissenschaftlich wertvolles Geotop (Geotop-Nummer: 571Q002) ausgewiesen. Es wurde auch vom LfU mit dem offiziellen Gütesiegel Bayerns schönste Geotope ausgezeichnet.